# Minh tứ gia

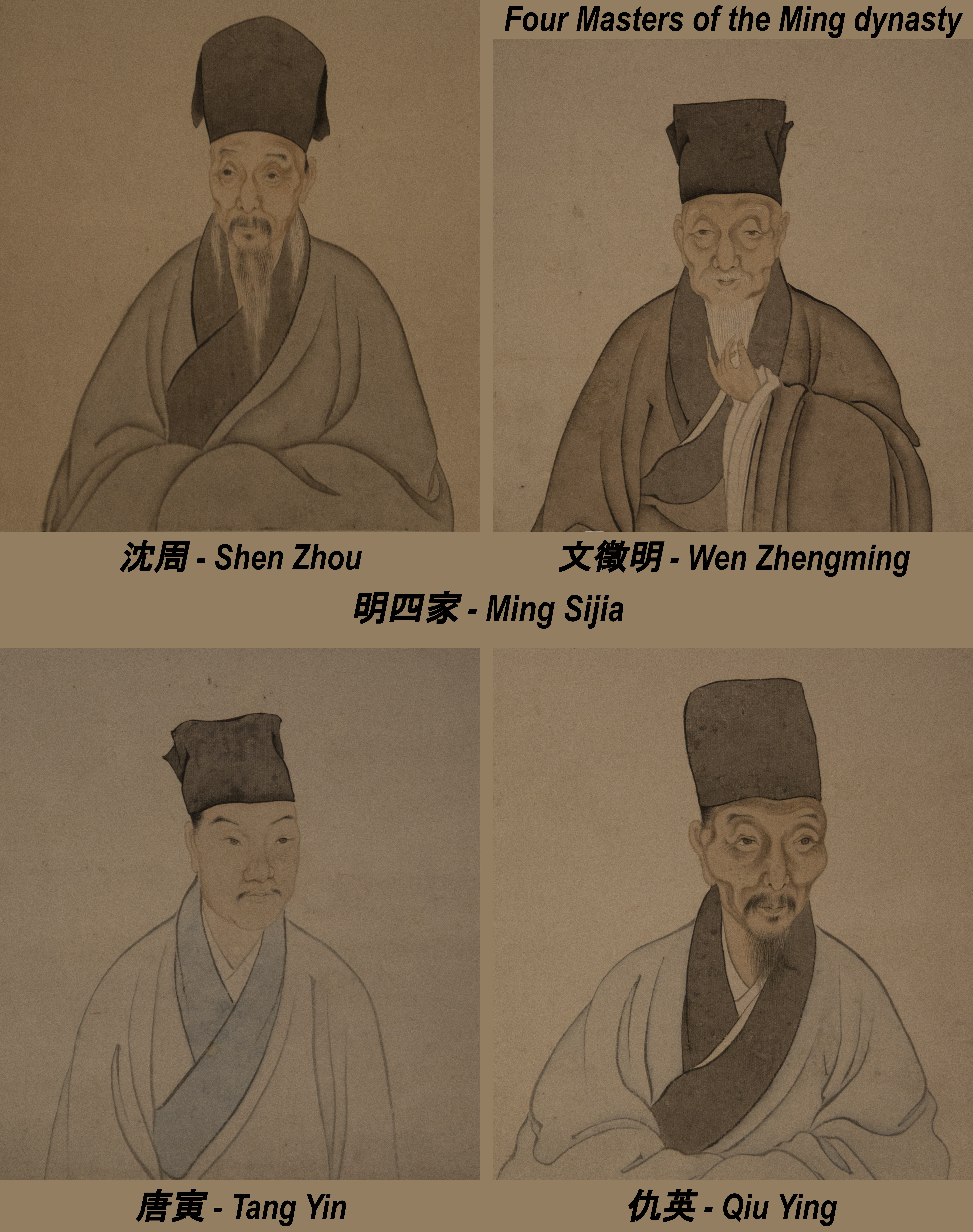
Từ trái sang: Thẩm Chu, Văn Trưng Minh, Đường Dần, Cừu Anh

Minh tứ gia (tiếng Trung: 明四家; bính âm: Míng Sì Jiā) là tên gọi bốn danh hoạ nổi tiếng của Trung Quốc sống vào đời nhà Minh, bao gồm Thẩm Chu (1427–1509), Văn Trưng Minh (1470–1559), Đường Dần (1470–1523), và Cừu Anh (khoảng 1494–1552).
Các danh hoạ trong nhóm Minh tứ gia sống vào khoảng giữa đời Minh, trong đó Thẩm Chu là thầy dạy học của Văn Trưng Minh còn Đường Dần và Cừu Anh theo học hoạ sư Chu Thần (周臣, 1460–1535). Tất cả đều là thành viên của trường phái hội hoạ đất Ngô mặc dù phong cách và chủ đề hội hoạ của họ có nhiều khác biệt. Thẩm Chu, Đường Dần và Văn Trưng Minh vừa là hoạ sĩ, vừa là văn sĩ và thư pháp gia, trong khi Cừu Anh thuần tuý lập danh nhờ hội hoạ.